# Enoploctenus morbidus
Enoploctenus morbidus är en spindelart som beskrevs av Cândido Firmino de Mello-Leitão 1939. Enoploctenus morbidus ingår i släktet Enoploctenus och familjen Ctenidae. Inga underarter finns listade i Catalogue of Life.